# 니콜라이 킬스트루프
니콜라이 킬스트루프(Nicolai Kielstrup, 1991년 10월 4일 ~ )는 덴마크의 가수이다.

## 음반
- Nicolai (2006)
- Stage 2 (2007)
- Dejavu - Tilbage til mig (2009)